# Festival international de la gastronomie
 (mars 2025).
Le Festival International de la Gastronomie ou Étoiles de Mougins est un festival français sur le thème de la gastronomie qui se déroule, chaque année depuis 2006, dans le vieux village de Mougins et regroupe de nombreux cuisiniers et journalistes venus du monde entier.
Lancé en 2006 par le maire de Mougins de l'époque, Richard Galy, le Festival International de la Gastronomie accueille annuellement cent chefs venus du monde entier, de la cuisine moléculaire au travail plus traditionnel autour du terroir, de la cuisine Sud-américaine à la cuisine Nord-européenne, de Los Angeles à Beyrouth.
Durant trois jours, divers évènements ponctuent ce festival.

## Les différentes éditions
- 1er festival en 2006 : La première édition du festival a lieu en 2006, avec la volonté de la Ville de Mougins de rendre hommage à Roger Vergé[2].
- Édition 2007, l'année de la confirmation : Autour de Christian Willer, les Étoiles de Mougins veulent mettre en avant la notion de partage et de transmission du savoir entre les générations[3].
- Édition 2008, ouverture à l'international : Autour de Marc Veyrat, les Étoiles de Mougins mettent en place un numerus clausus de cent chefs[4].
- Édition 2009, année de transition : Les Étoiles de Mougins accueillent Émile Jung, et célèbrent l’amitié franco-italienne.
- Édition 2010, dédiée à la femme chef : Anne-Sophie Pic et d'autres invitées de prestige comme Carole Bouquet, Annie Feolde, Elena Arzak, Michèle Laroque, Christelle Brua…
- Édition 2011, année de l'art : Autour d'Éric Frechon, le parrain du Festival, les Étoiles de Mougins prennent position dans le débat sur la considération de la gastronomie comme un art, en affirmant qu'une œuvre de chef peut être comparée à un chef-d’œuvre.
- Édition 2012, année des médias : De Frédéric Anton, invité d'honneur ou Vincent Thierry, auréolés de leurs trois étoiles Michelin, aux jeunes pousses de la gastronomie comme Fanny Rey ou Ronan Kernen, sur le thème « Gastronomie et médias », plus de 28 000 personnes ont pu assister en direct à plus de 130 démonstrations.
- Édition 2013, la Méditerranée en scène : 8e édition célébrée autour de Gérald Passédat, chef trois-étoiles du Petit Nice, et de Marseille, Capitale Européenne de la Culture. Ont lieu plus de cent démonstrations et ateliers orchestrés par les associations de chefs venues pour l'occasion : Gourméditerranée, représentée par Lionel Lévy, Guillaume Sourrieu et par une vingtaine de chefs de Marseille et des environs.
- Édition 2014, la pâtisserie à l'honneur : 9e édition dédiée à la pâtisserie, autour de Christelle Brua, Chef Pâtissier du Pré Catelan.